# Isoplexis
Isoplexis – rodzaj roślin z rodziny babkowatych (Plantaginaceae), w XXI wieku włączony do rodzaju naparstnica Digitalis w randze sekcji. Obejmuje cztery gatunki. Jeden gatunek (Digitalis sceptrum) występuje na Maderze, pozostałe rosną na większych z Wysp Kanaryjskich. Rosną w lasach wawrzynolistnych. Ze względu na efektowne kwiaty bywają uprawiane (zwłaszcza D. sceptrum) jako ozdobne w ogrodach na obszarach o łagodnym klimacie (nie tolerują mrozu) lub w szklarniach.

## Morfologia
PokrójKrzewy osiągające 2 m wysokości.
LiścieZimozielone, skrętoległe, pojedyncze, skupione w górnej części pędów.
KwiatyZebrane w szczytowe, kłosokształtne grona. Kielich z pięciu działek zrośniętych u nasady. Korona kwiatu rurkowata, z otwartą gardzielą, tworzona przez pięć zrośniętych, nierównych płatków. Barwy czerwonobrązowej do pomarańczowej. Cztery pręciki zrośnięte z rurką korony w połowie jej długości. Zalążnia górna. Szyjka słupka pojedyncza, długa i zagięta, zakończona niepodzielonym znamieniem.
OwoceTorebki otwierające się dwiema klapami, zawierające liczne nasiona.

## Systematyka
Rodzaj tradycyjnie zaliczany do plemienia Digitalideae w obrębie rodziny babkowatych (Plantaginaceae). W XXI wieku włączony do rodzaju naparstnica Digitalis.
Wykaz gatunków
- Isoplexis canariensis (L.) Loudon ≡ Digitalis canariensis L.
- Isoplexis chalcantha Svent. & O'Shan. ≡ Digitalis chalcantha (Svent. & O'Shan.) Albach, Bräuchler & Heubl
- Isoplexis isabelliana (Webb) Mansf. ≡ Digitalis isabelliana (Webb) Linding.
- Isoplexis sceptrum (L.f.) Loudon ≡ Digitalis sceptrum L.f.